# 西班牙空天軍
西班牙空天軍（Ejército del Aire y del Espacio），是西班牙軍隊的空軍及太空軍，負責防衛西班牙領空，目前主力戰機由颱風戰機和F/A-18戰機組成，人員約2萬人上下。二戰後西班牙空軍的戰機多半同時選用歐洲與美國戰機並持續至今，有別於其他北約國家。

## 歷史
西班牙空軍成立於1913年。
2022年6月改制為西班牙航空與太空軍。

## 組織架構

### 編制
- 空軍參謀長（英语：Chief of Staff of the Air Force (Spain)）（JEMA）
  - 空軍總部（CGEA）
  - 空戰司令部（MACOM）
  - 通用航空司令部（MAGEN）
  - 加那利群島空軍司令部（MACAN）
  - 後勤支援司令部（MALOG）
  - 人事司令部（MAPER）
  - 會計局（DAE）

### 空戰司令部編制

#### 空防
基本的作戰部隊為「聯隊」（ALA），每個聯隊由2~3個「中隊」(ESCUADRONES）組成，每個中隊編制18~24架飛機；以下單位是空軍總部的一部分，但在作戰上隸屬於作戰司令部：
- 第11聯隊，駐地莫隆空軍基地（英语：Morón Air Base）
  - 111中隊，裝備颱風戰鬥機
  - 113中隊，轉換部隊，裝備颱風戰鬥機
  - 22中隊，裝備P-3反潛機
- 第12聯隊，駐地托雷洪空軍基地（英语：Torrejón Air Base）
  - 121中隊，裝備EF-18A戰鬥機
  - 122中隊，裝備EF-18A戰鬥機
- 第14聯隊，駐地洛斯亞諾斯空軍基地（英语：Albacete Airport）
  - 141中隊，裝備颱風戰鬥機
  - 142中隊，裝備颱風戰鬥機
- 第15聯隊，駐地薩拉戈薩空軍基地（英语：Zaragoza Air Base）
  - 151中隊，裝備EF-18A戰鬥機
  - 152中隊，裝備EF-18A戰鬥機
  - 153中隊，裝備EF-18A戰鬥機
- 第31聯隊，駐地薩拉戈薩空軍基地（英语：Zaragoza Air Base）
  - 311中隊，裝備A400M運輸機
  - 312中隊，裝備C-130H大力神
- 第35聯隊，駐地赫塔菲空軍基地（英语：Getafe Air Base）
  - 351中隊，裝備C-295運輸機
  - 352中隊，裝備C-295運輸機
- 第37聯隊，駐地比利亞努夫拉空軍基地
  - 371中隊，裝備C-212運輸機
- 45航空大隊，駐地托雷洪空軍基地（英语：Torrejón Air Base），裝備A310與獵鷹900行政專機
- 47混合航空大隊，駐地托雷洪空軍基地（英语：Torrejón Air Base），裝備C-212與獵鷹20電戰機
- 第48聯隊，駐地馬德里四風空軍基地（英语：Madrid-Cuatro Vientos Airport）
  - 402中隊，裝備SA330與AS332直升機
  - 803中隊，裝備CN-235D運輸機與AS332直升機
- 傘降工兵中隊（EZAPAC），駐地阿爾坎塔里利亞空軍基地（英语：Alcantarilla Air Base）
  - 特種部隊
  - 後勤
  - 訓練
- 空中部署支援中隊（EADA），駐地薩拉戈薩空軍基地（英语：Zaragoza Air Base）
  - 地面防禦和戰鬥搜救（英语：Combat search and rescue）
  - 短程防空（SHORAD）
  - 運輸
  - 後勤
- 第二空中部署支援中隊（SEADA），駐地莫隆空軍基地（英语：Morón Air Base）
  - 地面防禦和戰鬥搜救（英语：Combat search and rescue）
  - 運輸
  - 後勤
- UMAER，駐地托雷洪空軍基地（英语：Torrejón Air Base）
- UMAAD-馬德里，駐地托雷洪空軍基地（英语：Torrejón Air Base）
- UMAAD-薩拉戈薩，駐地托雷洪空軍基地（英语：Torrejón Air Base）

### 使用基地

基地位置

- 阿爾坎塔里利亞空軍基地（英语：Alcantarilla Air Base）
- 阿米拉空軍基地
- 四風空軍基地（英语：Madrid-Cuatro Vientos Airport）（軍民合用）
- 甘多空軍基地（軍民合用）
- 赫塔菲空軍基地（英语：Getafe Air Base）
- 洛斯亞諾斯空軍基地（英语：Albacete Airport）（軍民合用）
- 馬達干空軍基地（軍民合用）
- 莫隆空軍基地（英语：Morón Air Base）
- 聖哈維爾空軍基地（軍民合用）
- 聖地牙哥空軍基地（軍民合用）
- 頌聖若安空軍基地（軍民合用）
- 塔拉韋拉空軍基地（軍民合用）
- 托雷洪空軍基地（英语：Torrejón Air Base）
- 比利亞努夫拉空軍基地（軍民合用）
- 薩拉戈薩空軍基地（英语：Zaragoza Air Base）

## 裝備

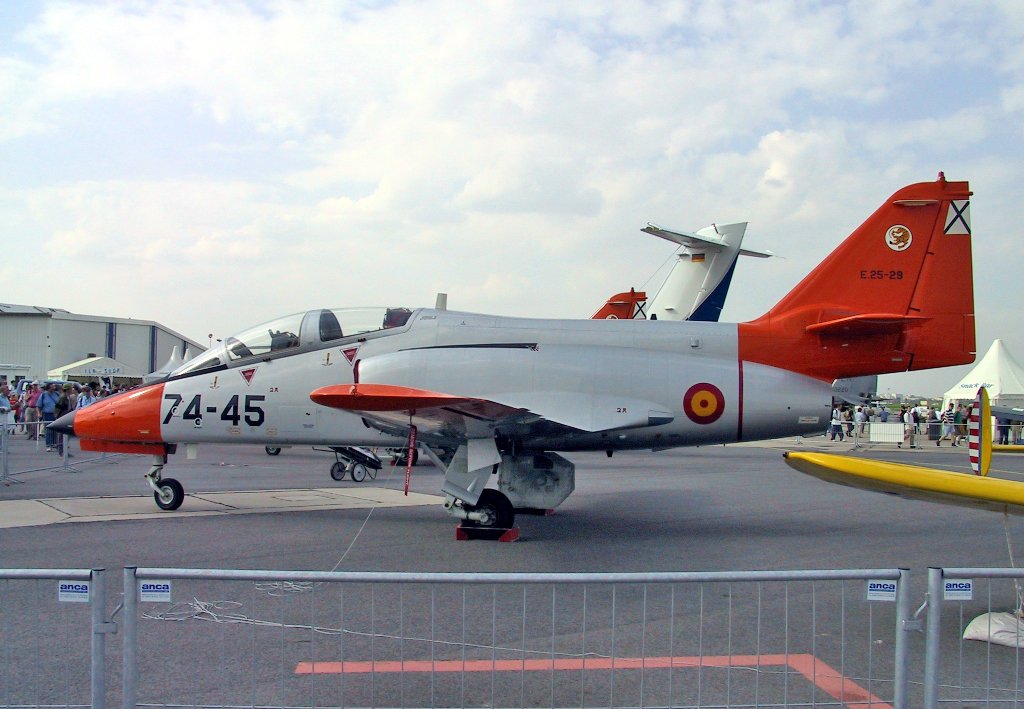
C-101教練機
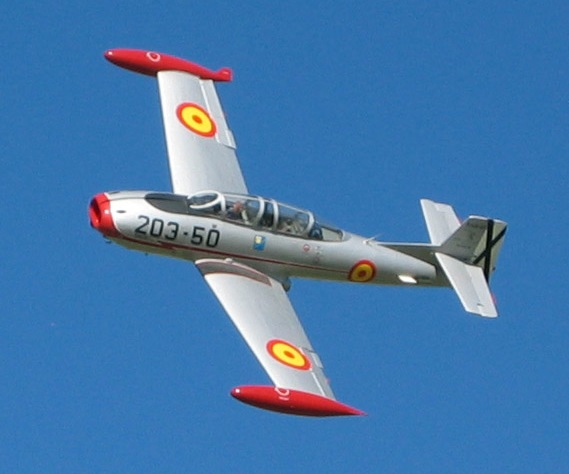
HA-200教練機
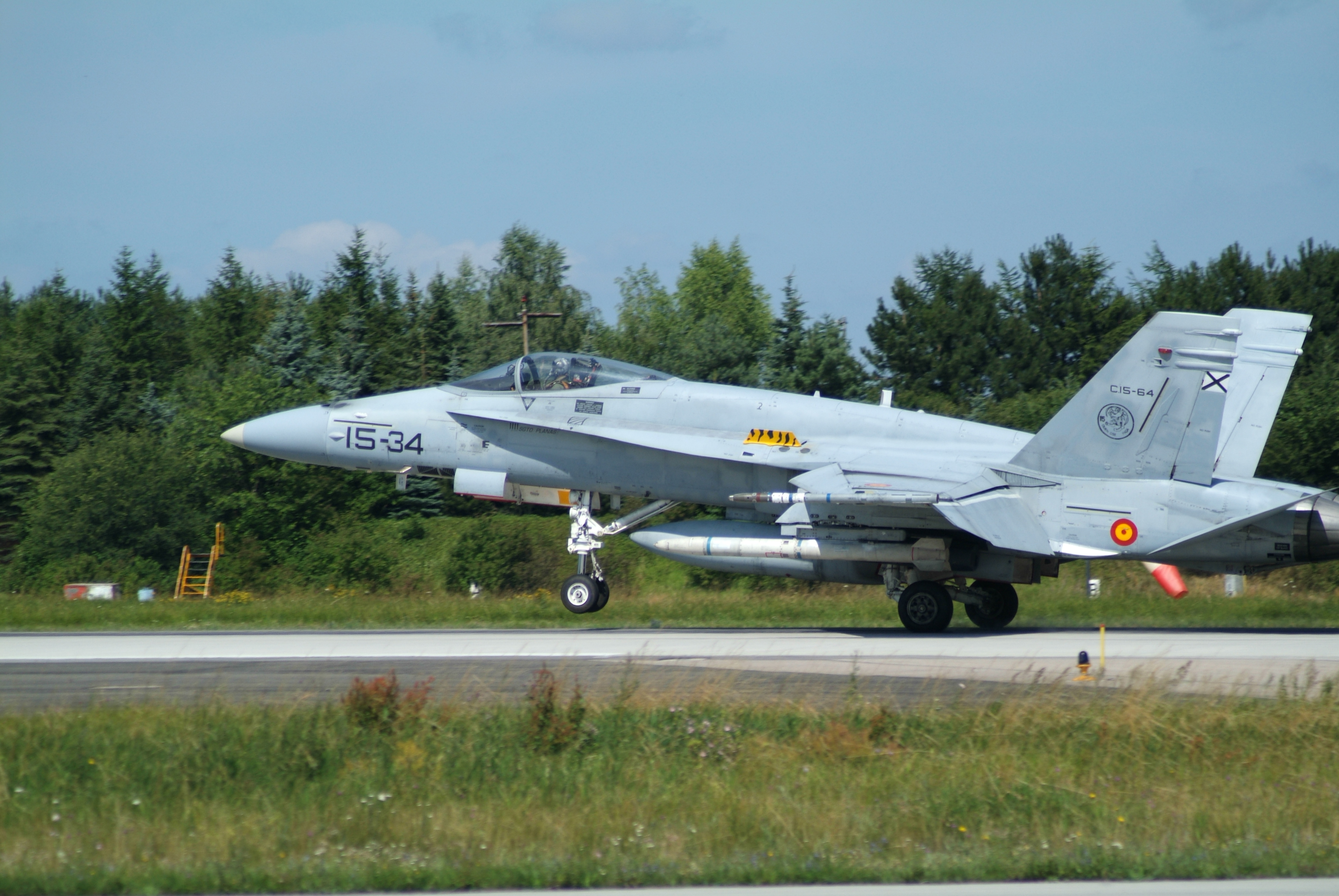
EF-18A戰機
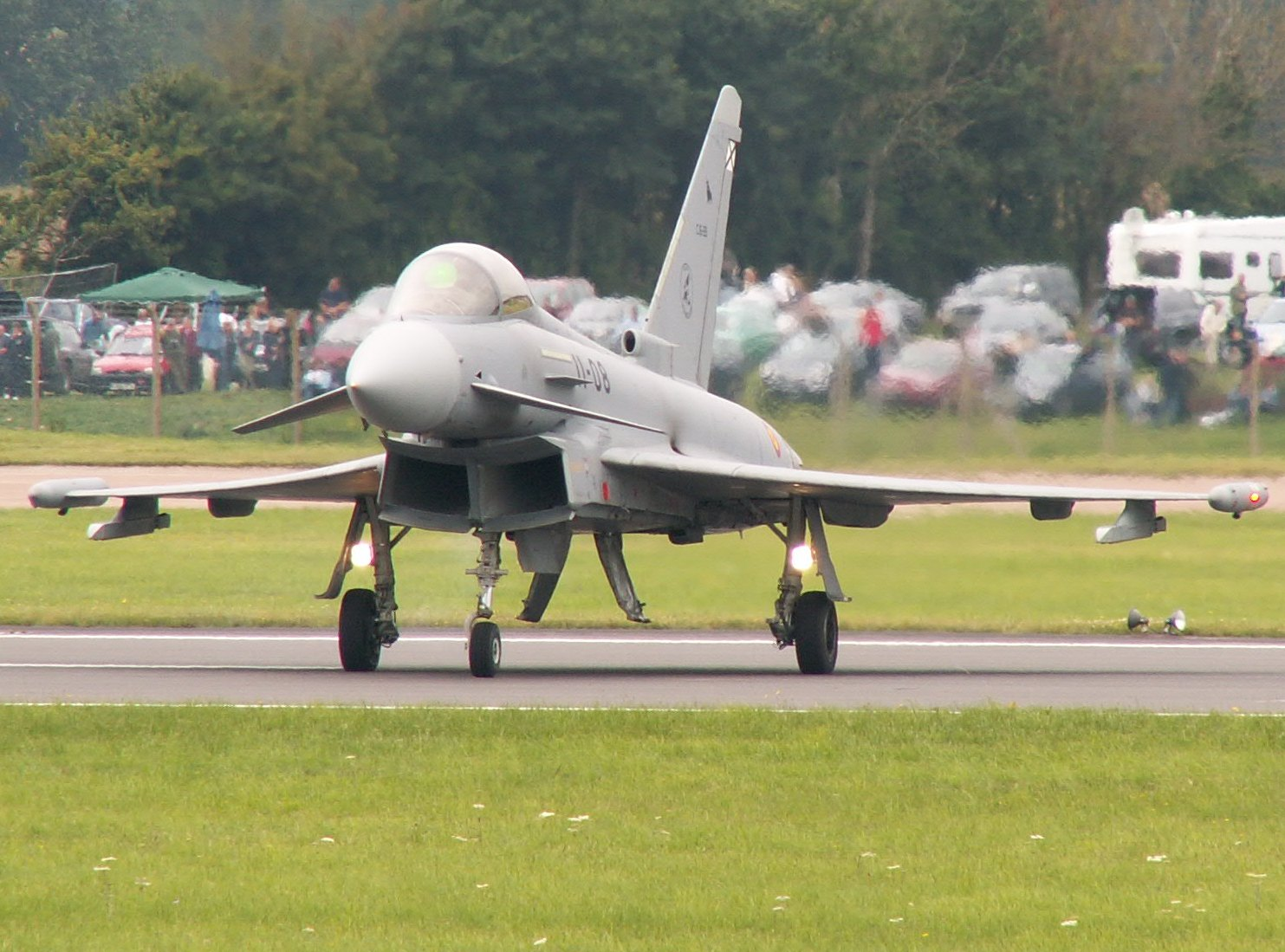
颱風戰機
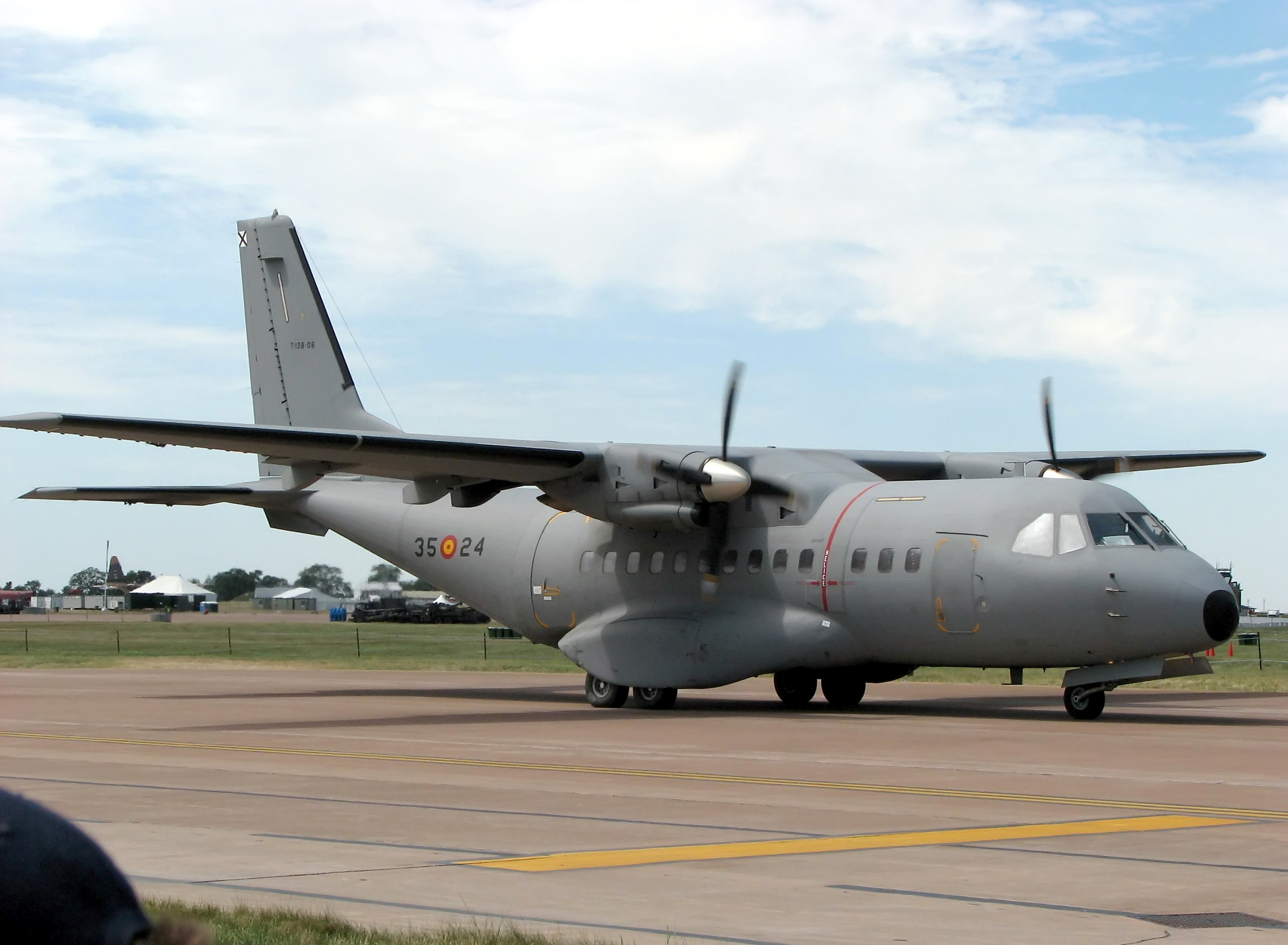
CN-235運輸機

| 機型             | 生產                          | 機種                    | 型號              | 服役     | 備註                          |
| 作戰飛機         | 作戰飛機                      | 作戰飛機                | 作戰飛機          | 作戰飛機 | 作戰飛機                      |
| ---------------- | ----------------------------- | ----------------------- | ----------------- | -------- | ----------------------------- |
| F/A-18           | 美国                          | 多用途戰機              | EF-18AM/BM        | 72/12    |                               |
| EF 2000          | 英国、 德国、 義大利、 西班牙 | 多用途戰機              | EF 2000           | 70       | [ 2 ]                         |
| 海洋巡邏         |                               |                         |                   |          |                               |
| P-3              | 美国                          | 反潛機                  | P-3A/M            | 3        |                               |
| C-212            | 西班牙                        | 反潛機                  |                   | 3        |                               |
| CN-235           | 西班牙 / 印度尼西亞           | 反潛作戰 / 搜救（SAR）  |                   | 8        |                               |
| 電戰機           |                               |                         |                   |          |                               |
| 達梭獵鷹20       | 法國                          | 電戰                    |                   | 2        |                               |
| C-212            | 西班牙                        | 電戰 / 電戰反制（ECM）  |                   | 1        |                               |
| 空中消防         |                               |                         |                   |          |                               |
| CL-415           | 加拿大                        | 空中消防                |                   | 3        |                               |
| CL-215           | 西班牙                        | 空中消防機              |                   | 14       |                               |
| 運輸機           |                               |                         |                   |          |                               |
| 畢琪空中國王     | 美国                          | 通用                    | Super King Air 90 | 3        |                               |
| C-212            | 西班牙                        | 運輸                    |                   | 8        |                               |
| A400M            | 法國 / 西班牙                 | 運輸機                  |                   | 8        | 3架具空中加油功能，19架待交付 |
| C-130            | 美国                          | 運輸機                  | C-130H            | 10       | 4架具空中加油功能             |
| C-295/235        | 西班牙                        | 運輸機                  |                   | 20       |                               |
| 塞斯納Citation V | 美国                          | 運輸機 / 行政專機       |                   | 3        |                               |
| 直升機           |                               |                         |                   |          |                               |
| NH90             | 歐洲                          | 通用                    |                   | 1        | 11架待交付                    |
| S-76             | 美国                          | 通用                    | 教練機            | 8        | also provides                 |
| AS332            | 法國                          | 通用 / 戰鬥搜救（CSAR） |                   | 14       |                               |
| 教練機           |                               |                         |                   |          |                               |
| T-35             | 智利                          | 教練機                  |                   | 34       |                               |
| C-101            | 西班牙                        | 噴射教練機              |                   | 58       |                               |
| F-5              | 美国                          | 噴射教練機              | F-5M              | 19       |                               |
| EC120            | 法國                          |                         |                   | 15       |                               |

- C-101教練機
- HA-200教練機
- EF-18A戰機
- 颱風戰機
- CN-235運輸機

## 資料來源
1. ↑  . 2022-06-27  [2025-07-28] （英语）.
2. 1 2 3 4 5 6 7 8 9 10 11 12 13 14 15 16 17 18 19 20  . Flightglobal Insight. 2020  [4 May 2020]. （原始内容存档于2020-01-22）.
3. 1 2  . Flightglobal Insight. 2017  [7 July 2017]. （原始内容存档于2017-07-29）.